# شهر مختارک
در شمال رامهرمز آثار ویرانه‌های گچ و سنگ و ساختمان‌های کهنهٔ سنگی وجود دارد که گفته می‌شود آثار به جا مانده از شهر مختارک است. مختارک همان شهری است که علی ابن محمد صاحب‌الزنج علوی ایرانی شیعه و ستاره‌شناس و رهبر قیام‌کنندگان علیه خلیفه عباسی مرکز فعالیت خود را در این شهر قرار داده بود.